# سيناء 200
سينا 200 هي أول مركبة مشاة قتالية برمائية مصرية محلية. بداية تصميم وإنتاج هذه المركبة المدرعة ضمن مصنع إنتاج وإصلاح المدرعات “مصنع 200 الحربي”. تم تصميمها وإنتاجها من قبل وزارة الإنتاج الحربي كمركبة مدرعة مجنزرة متفوقة على مركبة القتال بي إم بي-1 الروسية.
قامت الهيئة القومية للإنتاج الحربي التابعة لوزارة الدفاع المصرية، بتطوير مركبة قتال مشاة مدرعة مجنزرة جديدة من طراز سينا 200. وتم عرض المركبة لأول مرة للجمهور في موقع معرض الدفاع المحلي إيديكس 2021.

## التصميم
يبدو تصميم سينا 200 مشابهًا جدًا لسلسلة مركبات بي إم بي السوفيتية، ولكن وفقًا لصناعات الدفاع المصرية، فهي مركبة جديدة تمامًا. تعتمد المركبة على قضبان الالتواء مجنزرة ونظام تعليق ممتص للصدمات يتكون على كل جانب من خمس عجلات للطريق مع ضرس القيادة في الأمام وعجلة التباطؤ في الخلف. الجزء العلوي محمي بألواح مدرعة، والمسارات مصنوعة من الفولاذ الصلب ومنصات مطاطية. يحتوي الجزء الأمامي من سينا 200 على منحدرات مائلة حيث يكون السائق على اليسار وحجرة المحرك على اليمين. تم تجهيز وضع السائق بشاشات رقمية كاملة للتحكم في السيارة وقيادتها. تم تصميم التصميم الداخلي لتوفير مستوى عالٍ من الراحة، مع مقاعد فردية لكل جندي وطاقم. تم تجهيز كل جانب من جوانب الهيكل بمناظير مدتها ثلاثة أيام وثلاثة منافذ إطلاق. تقع حجرة القوات في الخلف ويجلس جنود المشاة الستة متتاليين على مقاعد فردية. يدخلون ويخرجون من المركبة عبر بابين يدويين يقعان في الجزء الخلفي من الهيكل، كل منهما مجهز بنافذة صغيرة ومنفذ إطلاق واحد. ويتضمن تصميم السيارة مقعد السائق في الجهة الأمامية اليسرى، ويضم قمرة القيادة الرقمية المتوافقة مع نظارات الرؤية الليلية (NVG)، بينما يقع محرك الديزل بقوة 385 حصانًا على اليمين. يوجد القائد خلف حجرة المحرك ويمكنه استخدام وحدة التحكم في محطة الأسلحة التي يتم التحكم فيها عن بعد (RCWS). تستوعب حجرة القوات ما يصل إلى ستة جنود في صفين من ثلاثة مقاعد مثبتة مركزيًا، مما يسمح للأفراد بالتوجه إلى الخارج لاستخدام الأسلحة الفردية، بما يتماشى مع عقيدة الجيش المصري.
تتميز المركبة بتصميم منخفض يبلغ طولها 6.1 مترًا وعرضها 3.04 مترًا وارتفاعها 1.88 مترًا بدون التسليح الرئيسي. ويبلغ وزنها القتالي 14 طنا فقط.

### مستوى الحماية
وفقًا للكتيب الذي نشره منتج سيناء 200، يوفر هيكل المركبة حماية باليستية تصل إلى المستوى الرابع STANAG 45698 ضد إطلاق الأسلحة الصغيرة 14.5×114 ملم (الخارقة للدروع). توفر أرضية المركبة حماية من الألغام تصل إلى المستوى الثالث STANAG 4569 ضد انفجار لغم بوزن 8 كجم من مادة تي إن تي (TNT) أسفل الجسم والمسارات. يمكن أيضًا تزويد الجزء الأمامي والجانبي من سينا 200 بشبكات مضادة لـقذيفة صاروخية الدفع (RPG)، والتي يمكن تركيبها على كل جانب من جوانب المركبة. يقال إن الشباك، المصنوعة من ألياف الأراميد المعززة بكتل فولاذية، تحقق احتمالية حماية بنسبة 85٪ وتتغلب على قذائف الآر بي جي عن طريق تعطيل آلية التفجير الخاصة بها حيث يُحاصر الصاروخ القادم بالشبكة. لم يتم تحديد تفاصيل أسفل المسار أو أسفل البطن، ولكن يتم تخفيف آثار الانفجار على الأفراد من خلال مقاعد ممتصة للطاقة.
ويمثل هذا تعزيزًا ملحوظًا مقارنةً بمركبة بي إم بي-1، لا سيما فيما يتعلق بالحماية من الألغام - وهو الجانب الذي كانت تفتقر إليه المركبة ذات المنشأ السوفيتي، كما ظهر في أوكرانيا.

### التسليح
يمكن تجهيز سينا 200 بمجموعة واسعة من أنظمة الأسلحة ويمكن تسليحها بمدفع آلي يصل عياره إلى 30 ملم. وهي مسلحة بمدفع رشاش عيار 12.7 ملم. يقاوم شظايا قذائف المدفعية عيار 155 ملم على مسافة 30 مترا. في معرض إيديكس 2021، تم تجهيز سينا 200 بمحطة أسلحة يتم التحكم فيها عن بعد تدعى Eagle 1 تم تصنيعها بشكل مشترك من قبل الشركة المصرية العربية العالمية للبصريات والشركة الإسبانية Escribano Mechanical & Engineering والتي يمكنها تركيب أسلحة مختلفة بما في ذلك 5.56 ملم، 7.62 ملم، 12.7 ملم وعيار 14.5 ملم. يبلغ وزنها 185 كجم باستثناء الأسلحة والذخيرة.
إن Eagle 1 عبارة عن محطة أسلحة عن بعد (RWS) مستقرة تمامًا ويمكن تركيبها على مركبات مدرعة مجنزرة وذات عجلات. تم تجهيزها بكاميرات حرارية غير مبردة وكاميرات رؤية نهارية بالإضافة إلى جهاز تحديد المدى بالليزر ونظام الكشف والتعرف وتحديد الهوية. البرج مزود بمدفع رشاش ثقيل عيار 12.7 ملم. لديها اجتياز 360 درجة مع ارتفاع من -20 درجة إلى +60 درجة.

### المناورة
يتم تشغيل سينا 200 بواسطة محرك ديزل HD12ZLG-M سداسي الأسطوانات مزود بشاحن توربيني بقوة 385 حصان. (المحرك الأصلي هو محرك ديزل بقوة 360 حصان تم استبداله بمحرك "رعد 200" بقوة 385 حصان). يمكن للمركبة أن تسير بسرعة قصوى على الطريق تبلغ 65 كم/ساعة و45 كم/ساعة على الطرق الوعرة مع نطاق إبحار أقصى يبلغ 600 كم وخلوص أرضي يبلغ 360 ملم. تتمتع SENA 200 أيضًا بقدرات برمائية ويتم دفعها في الماء بواسطة مساراتها.

## النسخ
وتضمنت المركبة المعروضة في معرض إيديكس 2023 محطة الأسلحة عن بعد Eagle 1 من الشركة المصرية العربية العالمية للبصريات، في حين تم تقديم نسخة أخرى كمركبة دعم قتالية ببرج لشخص واحد مسلح بمدفع 30 ملم. إلى جانب متغيرات حاملة القوات والدعم الناري، يُقترح استخدام سينا 200 أيضًا كسيارة إسعاف وقاذفة صواريخ وحاملة هاون ومركبة إشارة ومركبة قيادة وسيطرة وحاملة ذخيرة وناقلة لوجستية وأخيرًا مركبة حرب إلكترونية.

## المستخدمون
- مصر: تم تسليم الدفعة الأولى في يناير 2024.[5][6]